# 1760
1760 (MDCCLX) a fost un an bisect al calendarului gregorian, care a început într-o zi de luni.

## Evenimente
- Timișoara devine primul oraș al Imperiului Austro-Ungar iluminat stradal, cu lămpi cu petrol și seu.

## Nașteri
- 6 martie: Amalie Zephyrine de Salm-Kyrburg, străbunica regelui Carol I al României (d. 1841)
- 28 mai: Alexandre Beauharnais, om politic și general francez (d. 1794)
- 22 august: Papa Leon al XII-lea (n. Annibale Francesco Clemente Melchiore Girolamo Nicola della Genga), (d. 1829)
- 6 noiembrie: Matthias Lassel (d. 1834)
- 13 noiembrie: Aixin-Jueluo Yǒngyǎn (era Jiaqing), împărat al Chinei (d. 1820)

#### Nedatate
- cca. 1760: Ioan Sturdza (aka Ioniță Sandu Sturdza), domn al Moldovei (1822-1828), (d. 1842)

## Decese
- 27 septembrie: Maria Amalia de Saxonia, 35 ani, soția regelui Carol al III-lea al Spaniei (n. 1724)